# ديلان مينيت
ديلان مينيت (بالإنجليزية: Dylan Minnette)‏ ممثل ومسيقار أمريكي. ولد في اواخر عام 1996. بداء مينيت مسيرته الفنية في سن الثامنة عام 2005.وهو معروف بدور كلاي جينسن في مسلسل ثلاثة عشر سبباً. ظهر ديلان بأدوار صغيرة في عدة مسلسلات أبرزها الضياع (2010) ثم أخذ دور البطولة في مسلسل استيقاظ (2012)، لكن تم ألغائه بعد موسم واحد.
أبرز أفلامه تشمل ألكسندر واليوم الرهيب، الفظيع، غير الجيد، السيئ جدا (2014) وصرخة الرعب (2015) ولا تتنفس (2016).

## روابط خارجية
- ديلان مينيت على موقع IMDb (الإنجليزية)
- ديلان مينيت على موقع ميتاكريتيك (الإنجليزية)
- ديلان مينيت على موقع روتن توميتوز (الإنجليزية)
- ديلان مينيت على موقع قاعدة بيانات الأفلام العربية
- ديلان مينيت على موقع ألو سيني (الفرنسية)
- ديلان مينيت على موقع ميوزك برينز (الإنجليزية)
- ديلان مينيت على موقع تيرنر كلاسيك موفيز (الإنجليزية)
- ديلان مينيت على موقع أول موفي (الإنجليزية)
- ديلان مينيت على موقع قاعدة بيانات الأفلام السويدية (السويدية)
- ديلان مينيت على موقع إن إن دي بي (الإنجليزية)